# نایجل ویلسون
نایجل ویلسون، (به انگلیسی: Nigel Wilson) (زاده ۱۷ نوامبر ۱۹۵۶) کارآفرین، بازرگان و مدیر ارشد اجرایی بریتانیایی است، که در حال حاضر به‌عنوان مدیر عامل اجرایی شرکت لگال اند جنرال فعالیت می‌کند.